# Martti Haavio

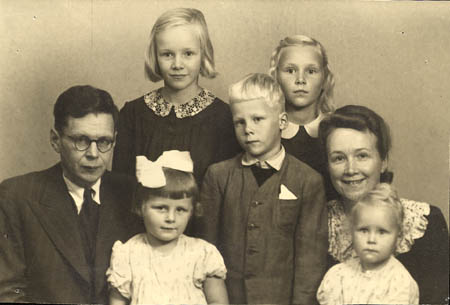
Martti Haavio y Elsa Enäjärvi-Haavio.

Martti Henrikki Haavio (Temmes, 22 de enero de 1899 — Helsinki, 4 de febrero de 1973) alias "P. Mustapää", poeta finés. 
Fue profesor de poesía finlandesa. En 1960, Haavio se casó con Aale Tynni, después de que su primera esposa Elsa Enäjärvi-Haavio muriera de cáncer en 1951. Fue miembro del club literario Tulenkantajat.

## Obra
- Laulu ihanista silmistä (1925)
- Laulu vaakalinnusta, (1927)
- Jäähyväiset Arkadialle (1945)
- Koiruoho, ruusunkukka (1947)
- Linnustaja (1952)
- Tuuli Airistolta (1969)